# Dunaharaszti vasútállomás
Dunaharaszti vasútállomás (korábbi nevén Haraszti) egy Pest vármegyei vasútállomás, Dunaharaszti településen, a MÁV üzemeltetésében.

## Története

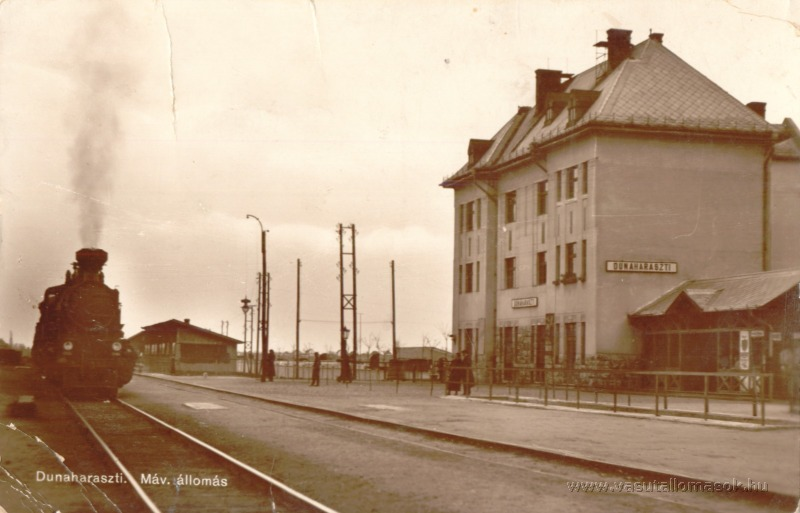
Dunaharaszti vasútállomása az 1930-as években

Az állomást 1886. december 5-én, a Budapest–Szabadka vasútvonallal együtt nyitották meg. A pályát 1910-ben átépítették, 1913-ban elkezdődik a második vágány építése.
1916-ban Dunaharaszti állomását is átépítették, ekkor készült el a négyvágányos állomás a mai 2 emeletes állomásépületével. Az állomás a vágányok közötti és közúti aluljárót is kapott.
1972-ben elkezdődött a vasútvonal villamosítása, 1978-tól villanyvonatok közlekedtek a vonalon.

## Vasútvonalak
Az állomást az alábbi vasútvonalak érintik:
- Budapest–Kelebia-vasútvonal

## Kapcsolódó állomások
A vasútállomáshoz az alábbi állomások vannak a legközelebb:
- Soroksár vasútállomás (Budapest–Kelebia-vasútvonal)
- Dunaharaszti alsó megállóhely (Budapest–Kelebia-vasútvonal)

## Megközelítése tömegközlekedéssel
1, 3, 4, 20

## Forgalom
| Járat | Útvonal | Gyakoriság |
| ----- | --- | ---------- |
|       | A vonalon a vasúti szolgáltatás szünetel, a vonatok helyett a Volánbusz járatai közlekednek. A legközelebbi buszmegálló: Dunaharaszti, vasútállomás |            |